# Radaljica
Radaljica (en serbe cyrillique : Радаљица) est un village de Serbie situé sur le territoire de la Ville de Novi Pazar, district de Raška. Au recensement de 2011, il comptait 51 habitants.

## Démographie
| 1948 | 1953 | 1961 | 1971 | 1981 | 1991 | 2002 | 2011 |
| ---- | ---- | ---- | ---- | ---- | ---- | ---- | ---- |
| 444  | 471  | 484  | 473  | 338  | 228  | 152  | 51   |

|  |